# Mandolino – Mandolino
Mandolino – Mandolino ist ein Schlager aus der Feder von Gerhard Winkler und Ralph Maria Siegel, der 1948 von Rudi Schuricke veröffentlicht wurde.

## Veröffentlichung
Rudi Schuricke veröffentlichte das Lied 1948 als Single. Auf der B-Seite befand sich Florentinische Nächte von Erich Meder und Nico Dostal.

## Coverversionen (Auswahl)
- Gustav Winckler (Dänisch, 1950)
- Rudi Hofstetter und Eduard Larysz mit Solisten (1950)
- Die 3 Trabanten (Mandolino – Mandolino (in Santa Lucia), 1950)
- Heinz Huppertz mit seinem großen Tanzorchester und Werner Schmah & Peter Purand (Mandolino – Mandolino (in Santa Lucia), 1950)
- Magda Hain (Mandolino – Mandolino (in Santa Lucia), 1950)
- Bernd Golonsky (Mandolino, Mandolino, 1950er-Jahre)
- René Carol (Mandolino, Mandolino, 1950)
- Bobbejaan Schoepen (Niederländisch, 1951)
- Tino Rossi (Französisch, 1951)
- Nilla Pizzi & Achille Togliani (Italienisch, 1951)
- Fritz Schulz-Reichel (Zitat, Schulz-Reichel spielt Gerh. Winkler, 1951)
- Olavi Virta (Mandolino mandolino, Finnisch, 1953)
- La Esterella (Niederländisch, 1955)
- Herta Talmar, Peter Alexander, Jörg Maria Berg, Herbert Ernst Groh & Willy Hofmann (Zitat, Bella Italia – Eine Italienreise mit Gerhard Winkler, 1956)
- Eino Grön (Mandolino mandolino, 1971)
- Orchester Siegfried Mai (Instrumental, 1988)